# VdB 9
vdB 9 est une petite nébuleuse diffuse, visible dans la constellation de Cassiopée.
Elle est située à environ 2,5° au nord-est de l'étoile ι Cassiopeiae, qui, étant de magnitude 4,6, est clairement visible même à l'œil nu dans un ciel sombre. L'étoile éclairante est SU Cassiopeiae, une naine jaune-blanc variable céphéide située à une distance d'e ∼ 1 400 a.l. (∼ 429 pc) du système solaire, de magnitude 5 et donc visible même à l'œil nu. La nébuleuse s'étend notamment dans une direction sud-ouest par rapport à l'étoile dominante, où se trouve une longue bande sombre formée par une colonne de poussière de forme irrégulière, visible même avec un télescope simplement par l'absence d'étoiles d'arrière-plan. La partie brillante du nuage se trouve en revanche à quelques minutes d'arc au sud de l'étoile dominante, presque sur la ligne qui la relie à SAO 12464, une géante rouge de magnitude 8 placée au premier plan par rapport à SU Cassiopeiae.